# 喪屍樂園：連環屍殺
是一部於2019年上映的美國恐怖喜劇電影。為2009年電影《喪屍樂園》的續集，由魯賓·弗來舍執導，雷特·瑞斯、保羅·韋尼克和大衛·卡拉漢撰寫劇本。主演包括伍迪·哈里遜、傑西·艾森柏格、艾瑪·史東、艾碧·貝絲琳、蘿莎瑞·道森、柔伊·德區和盧克·威爾遜。
《喪屍樂園：連環屍殺》由索尼影視娛樂定於2019年10月11日在美國上映。

## 演員
- 伍迪·哈里遜 飾 塔拉哈西（Tallahassee）
- 傑西·艾森柏格 飾 哥倫布（Columbus）
- 艾瑪·史東 飾 威奇塔／克麗斯塔（Wichita／Krista）
- 艾碧·貝絲琳 飾 小石頭（Little Rock）
- 柔伊·德區 飾 麥迪遜（Madison）
- 蘿莎瑞·道森 飾 內華達（Nevada）
- 盧克·威爾遜 飾 阿布奎基（Albuquerque）
- 湯瑪士·米德迪奇 飾 夫拉格斯塔弗（Flagstaff）
- 亞凡·喬吉亞 飾 柏克萊（Berkeley）

此外，比爾·莫瑞再次以本人身份在片尾彩蛋中客串演出。

## 製作

### 發展
由於《喪屍樂園》的成功，編劇雷特·瑞斯和保羅·韋尼克已經有續集的計劃。韋尼克表示：「伍迪·哈里遜在最後一幕完成後前來擁抱我們，並說『在這部電影之前，我從來不想拍攝續集。』」韋尼克更計劃讓傑西·艾森柏格、艾瑪·史東和艾碧·貝絲琳回歸出演電影，魯賓·弗來舍執導電影，而且編劇們有「大量的新想法在腦海中游動」。
瑞斯和韋尼克不想透露有關續集的情節點，而且由於還要參與其他電影的撰寫工作，他們並沒有計劃立即撰寫續集的劇本。《喪屍樂園》的原班人馬和導演都準備回歸，弗來舍希望續集以3D電影形式上映。2010年2月，艾森柏格和哈里遜確認回歸電影。2010年3月，弗來舍表示他正在製作劇本。2010年11月，據報導創作者已經開始尋找另一個巨星客串電影。
2011年7月，艾森柏格表示他不確定續集會發生什麼事，但編劇正在製作續集的劇本，並表示擔心續集與《喪屍樂園》不再有關聯。哈里遜說他也對製作續集感到猶豫，說「《喪屍樂園》讓很多人笑了，但續集呢？我不知道。我不覺得自己是一個會演續集的傢伙。」。2016年2月，據報導瑞斯和韋尼克宣佈將為續集撰寫劇本。2016年8月，瑞斯和韋尼克確認他們正在製作劇本，並與哈里遜會面討論該電影，同時表示「所有演員都感到非常興奮」。2018年5月，哈里遜確認將製作續集。

### 前期製作
2018年7月13日，索尼影業正式宣佈製作續集，弗來舍回歸執導電影，艾森柏格、哈里遜、史東和貝絲琳簽約回歸出演自己的角色。2018年11月，柔伊·德區和亞凡·喬吉亞加盟電影。2019年1月，蘿莎瑞·道森加盟電影。2019年2月，托馬斯·米德蒂奇和盧克·威爾遜加盟電影。

### 拍攝
主體拍攝於2019年1月21日在亞特蘭大進行，並於2019年3月15日完成拍攝。

## 發行
《喪屍樂園：連環屍殺》由索尼影視娛樂定於2019年10月11日在美國上映。

## 迴響

### 評價
爛番茄根據213條評論，持有69%的新鮮度，平均得分6.19／10，觀眾投票獲得89%的分數，平均得分為4.33／5。在Metacritic上，電影獲得56分。

## 外部連結
- 互联网电影数据库（IMDb）上《喪屍樂園：連環屍殺》的资料（英文）
- Box Office Mojo上《喪屍樂園：連環屍殺》的資料（英文）
- Metacritic上《喪屍樂園：連環屍殺》的資料（英文）
- 爛番茄上《喪屍樂園：連環屍殺》的資料（英文）
- AllMovie上《喪屍樂園：連環屍殺》的资料（英文）
- 開眼電影網上《喪屍樂園：連環屍殺》的資料（繁體中文）
- 时光网上《喪屍樂園：連環屍殺》的資料（简体中文）
- 豆瓣电影上《喪屍樂園：連環屍殺》的資料 （简体中文）